# الحركة الأمريكية الجديدة
الحركة الأمريكية الجديدة كانت منظمة أمريكية سياسية اشتراكية ونسوية تابعة لليسار الجديد تأسست عام 1971. واستمرت المنظمة في التواجد بصورة مستقلة حتى 1982 عندما دُمِجَت مع اللجنة المنظمة الاشتراكية الديموقراطية التي أسسها مايكل هارنجتون لتكوين الاشتراكيين الديموقراطيين الأمريكيين.

## التاريخ التنظيمي

### النشأة
لقد بدأت الحركة الأمريكية الجديدة في أحد المؤتمرات التي عقدت في دافنبورت، آيوا في ديسمبر 1971 بواسطة بعض النشطاء السياسيين الراديكاليين الذين كانوا يسعون إلى خلق منظمة خليفة لمنظمة طلاب لمجتمع ديموقراطي (SDS). فعندئذ، كانت منظمة طلاب لمجتمع ديمقراطي، وهي المنظمة الرائدة في حركة اليسار الجديد في أمريكا، تفككت وانقسمت مؤخرًا إلى طوائف سياسية متحاربة ووضحت الحاجة إلى وجود منظمة جديدة عريضة القاعدة خالية من التعصب بين المذاهب السياسية.
ولقد كان النشطاء المؤسسون للحركة الأمريكية الجديدة من معارضي الحرب في فيتنام الأقوياء والذين كانوا يسعون إلى إنشاء منظمة جديدة تعمل كمنتدى لمناقشة كيفية توجيه أنشطتهم والمواضع الأمثل لذلك. وكان قد أصدر الدعوة للانعقاد الحاخام مايكل ليرنر. وترك ليرنر المنظمة بعد فترة وجيزة من تأسيسها وبدأ في تأسيس مجلة تيكون.
وفي السنوات الأولى، كانت الحركة الأمريكية الجديدة لها غالبية الإطار السياسي الخاص بالحركة الشيوعية الجديدة، ولكنها رفضت إستراتيجية تكوين «مجموعة طليعة»، وهو موقف دافع عنه بعض أعضاء الحركة البارزين في جدل نشر في صفحات جريدة الجارديان. ولقد تكونت المنظمة من مجموعات محلية أو «أفرع محلية» والتي أكدت على الدراسات الماركسية ومناقشة القضايا المعاصرة ودعم قوانين العمل المحلية والعمل في المجتمع لزيادة الوعي.
وكان المقر الرئيسي القومي للحركة الأمريكية الجديدة يقع في شيكاغو.

### التطور
وبحلول أوائل ثمانينيات القرن العشرين، وبعد التغيير الهائل في المناخ السياسي الأمريكي ومغادرة بعض الأعضاء الأكثر راديكالية، ابتعدت الحركة الأمريكية الجديدة عن اتجاهها الأصلي اللينيني الجديد وتبنت المنظور الديمقراطي الاشتراكي الأكثر تقليدية، وانتهى الأمر بالاندماج مع اللجنة المنظمة الاشتراكية الديموقراطية (DSOC) في عام 1982 لتكوين الاشتراكيين الديموقراطيين الأمريكيين. وعند وقت الاندماج كان لدى الحركة الأمريكية الجديدة 2500 عضوًا.
ولقد عمل ريتشارد هايلي، ابن رئيسة الحزب الشيوعي في لوس أنجلوس دوروثي هايلي، رئيسًا للحركة الأمريكية الجديدة منذ تأسيسها عام 1971. وبعد استقالة والدته من الحزب (CPUSA) في عام 1973، عمل ريتشارد على جذبها إلى الحركة الأمريكية الجديدة، والتي انضمت إليها بالفعل في 1974. وفي عام 1975 انضمت دوروثي هايلي إلى ريتشارد في اللجنة المؤقتة الوطنية التابعة للحركة ولاحقًا احتلت منصب نائب رئيس الاشتراكيين الديموقراطيين الأمريكيين في عام 1982.
واستفادت الحركة الأمريكية الجديدة من رسوم العضوية المرتفعة نسبيًا والتي كانت تحدد على أساس دخل العضو. فوفقًا لأحد المحللين، لم يتعد عدد الأعضاء في المنظمة 1500 عضوٍ في نقطة في تاريخ الحركة. وتركزت العضوية كلية في المناطق القريبة من العواصم والحرم الجامعي. وغالبًا ما اتخذت أنشطة الحركة شكل حلقات دراسية مكرسة للدراسة الجماعية للكتابات النسوية والماركسية. وفي النهاية، أعاق تقدم المجموعة حجمها المحدود وعدم قدرتها الواضحة على تجاوز نطاق الخطاب المذهبي إلى عالم السياسية العملية.

### أجهزة الصحافة
إن الجهاز الصحافي الرسمي للحركة الأمريكية الجديدة كان متمثلاً في مجلة تحمل اسم موفين أون (Movin' On). وكانت الدوريات المستقلة راديكال أمريكا (Radical America) وسوشاليست ريفلوشن (Socialist Revolution) (سوشاليست ريفيو (Socialist Review) لاحقًا) مرتبطة بالحركة بشكل مبهم، وكذلك الصحف الاشتراكية المستقلة الأسبوعية الجارديان (The Guardian) وإن ذييس تايمز (In These Times)، والذين كان لها مؤيدوها داخل الحركة وخارجها في المجموعات الراديكالية الأخرى.
ولقد قامت الحركة بإنتاج مطبوعات موجهة أخرى عديدة، بالإضافة إلى مجلتها، وتتضمن صحيفة الحقوق الإنجابية والمخصصة لحماية حقوق النساء في الوصول إلى وسائل تحديد النسل (Reproductive Rights Newsletter) والإجهاض، ونشرة مكافحة العنصرية (Anti-Racism Bulletin) وأيضًا تنظيم النساء (Women Organizing)، وهي مطبوعة ظهرت في 1979 مخصصة لتساؤلات حول المنظمات النسوية.

### حل الحركة
واستمرت المنظمة في التواجد بصورة مستقلة حتى 1982 عندما صُوِّتَ لدمجها مع اللجنة المنظمة الاشتراكية الديموقراطية (DSOC) التي أسسها مايكل هارنجتون لتكوين الاشتراكيين الديموقراطيين الأمريكيين (DSA).

## الحواشي
1. 1 2 3  Stephen E. Atkins, Encyclopedia of Modern American Extremists and Extremist Groups. Westport, CT: Greenwood Press, 2002; pg. 222.
2. ↑  Mike Davis, Prisoners of the American Dream: Politics and Economy in the History of the U.S. Working Class. London: Verso: 1986.
3. ↑  Dorothy Healey and Maurice Isserman, Dorothy Healey Remembers: A Life in the American Communist Party. New York: Oxford University Press, 1990; pp. 245-249.
4. ↑  Hannah Frisch, et al., Working Papers on Gay-Lesbian Liberation and Socialism. Chicago: New American Movement, 1979; pg. 47. نسخة محفوظة 28 مايو 2016 على موقع واي باك مشين.

## الإصدارات
- Hannah Frisch, et al., Working Papers on Gay-Lesbian Liberation and Socialism. Chicago: New American Movement, 1979.
- Glenn Scott (ed.), Anti-Racism Bulletin, Chicago, IL: New American Movement Anti-Racism Commission, Summer 1980.
- Glenn Scott, Undocumented Workers: Are They the Problem? Chicago, IL: New American Movement, October 1977.

## كتابات أخرى
- Stanley Aronowitz, The Death and Rebirth of American Radicalism. New York: Routledge, 1996.
- Victor Cohen (ed.) “The New American Movement: An Oral History,” Works and Days, Vol. 28, Nos. 1 and 2, whole number 55/56 (Spring/Fall 2010).
- Victor Cohen, “The New American Movement and the Los Angeles Socialist Community School,” Minnesota Review, No. 69 (Fall/Winter 2007).
- Ronald Radosh, Commies: A Journey Through the Old Left, the New Left and the Leftover Left. San Francisco: Encounter Books, 2001.